# Robert Schaut
Robert Schaut (Edegem, 1930. október 6. – 2000) belga nemzetközi labdarúgó-játékvezető.

## Pályafutása

### Nemzetközi játékvezetés
A Belga labdarúgó-szövetség Játékvezető Bizottsága (JB) 1964-ben terjesztette fel nemzetközi játékvezetőnek, a Nemzetközi Labdarúgó-szövetség (FIFA) bíróinak keretébe. Több nemzetek közötti válogatott- és klubmérkőzést vezetett. Az aktív nemzetközi játékvezetéstől 1978-ban vonult vissza. Nemzetközi klubmérkőzéseinek száma: 30.

#### Európa-bajnokság
Három alkalommal kapott lehetőséget, hogy az európai-labdarúgó torna döntőjéhez vezető úton Olaszországba a III., az 1968-as labdarúgó-Európa-bajnokságra, Belgiumba a IV., az 1972-es labdarúgó-Európa-bajnokságra, valamint Jugoszláviába az V., az 1976-os labdarúgó-Európa-bajnokságra az UEFA JB játékvezetőként foglalkoztatta.
| Időpont             | Helyszín                            | Mérkőzés típusa           | Mérkőzés               | Eredmény | Nézők száma |
| ------------------- | ----------------------------------- | ------------------------- | ---------------------- | -------- | ----------- |
| 1967. május 21.     | Dalymount Park Stadion, Dublin      | előselejtező (1. csoport) | Írország–Csehszlovákia | 0 : 2    | 9 000       |
| 1967. november 8.   | Cornaredo Stadion, Lugano           | előselejtező (6. csoport) | Svájc–Ciprus           | 5 : 0    | 4 000       |
| 1970. december 8.   | Artemio Franchi Stadion, Fiorentina | előselejtező (6. csoport) | Olaszország–Írország   | 1 : 1    | 45 000      |
| 1975. szeptember 3. | Parken Stadion, Koppenhága          | előselejtező (4. csoport) | Dánia–Skócia           | 0 : 1    | 40 300      |
| 1975. november 22.  | Olimpiai Stadion, Róma              | előselejtező (5. csoport) | Olaszország–Hollandia  | 1 : 0    | 33 307      |

## Magyar vonatkozás
| Időpont           | Helyszín                   | Mérkőzés típusa       | Mérkőzés          | Eredmény | Nézők száma |
| ----------------- | -------------------------- | --------------------- | ----------------- | -------- | ----------- |
| 1974. április 17. | Központi Stadion, Dortmund | előkészületi mérkőzés | NSZK–Magyarország | 5 : 0    | 54 000      |